# Gerty Cori

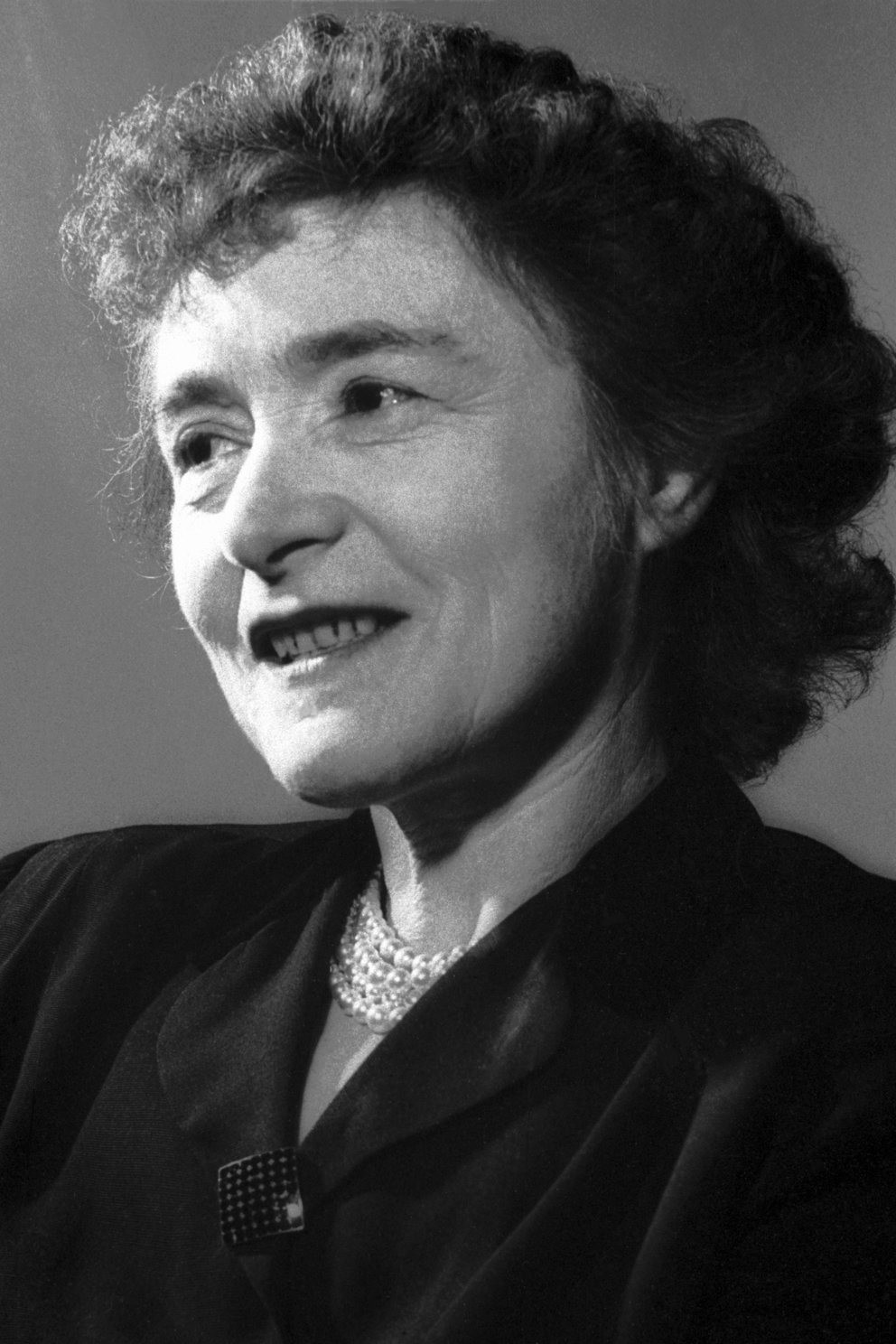
Gerty Cori (1947)

Gerty Theresa Cori (geborene Gertrude Theresa Radnitz) (* 15. August 1896 in Prag, Österreich-Ungarn; † 26. Oktober 1957 in St. Louis, Missouri) war eine österreichisch-US-amerikanische Biochemikerin und Nobelpreisträgerin. Für ihren Beitrag zur Entdeckung des Glykogen-Metabolismus wurde sie 1947 als erste Frau mit dem Nobelpreis für Physiologie oder Medizin ausgezeichnet. Gemeinsam mit ihrem Ehemann Carl Ferdinand Cori, der ebenfalls so ausgezeichnet wurde, und dem argentinischen Physiologen Bernardo Alberto Houssay beschrieb sie den Kreislauf von Glykogenabbau zu Milchsäure im Skelettmuskel und Glucoseaufbau in der Leber, auch bekannt als Cori-Zyklus. 

## Leben in Europa
Gerty Cori stammt aus einer jüdischen Prager Familie. Sie war die älteste von drei Töchtern von Martha (geb. Neustadtl) und Otto Radnitz, Leiter einer Zuckerfabrik. Bis zu ihrer Einschulung mit zehn Jahren erhielt sie gemeinsam mit ihren Schwestern Privatunterricht. Um ihrem Interesse, der Medizin, nachgehen zu können, erwarb sie innerhalb eines Jahres das nötige Fachwissen in Latein, Physik, Chemie und Mathematik. Nach der Reifeprüfung 1914 studierte sie von 1914 bis 1920 Medizin an der Deutschen Universität in Prag. Während ihres Studiums freundete sie sich mit ihrem Kommilitonen Carl Ferdinand Cori an. Nach dem gemeinsamen Studienabschluss und Gertys Konversion vom Judentum zum Katholizismus heirateten die beiden 1920 und zogen nach Wien. Dort arbeitete Gerty zwei Jahre im Karolinen-Kinderspital als Assistenzärztin und forschte in Wien und Graz zur Rolle der Schilddrüse bei der Regulation der Körpertemperatur.
Carl wurde während des Ersten Weltkriegs einberufen. Die schlechte Ernährungslage und der zunehmende Antisemitismus im Wien der Nachkriegszeit bestärkten die Coris in ihrem Entschluss auszuwandern.

## Leben und Forschen in den USA
1922 wanderte Carl Cori in die USA aus. Gerty folgte erst sechs Monate später aufgrund der Schwierigkeit, eine Stelle zu finden. Beide erhielten eine Position am Institute for the Study of Malignant Diseases (heute Roswell Park Cancer Institute) in Buffalo, New York. 1928 erhielten sie die amerikanische Staatsbürgerschaft. Obwohl Gerty und Carl immer gemeinsam forschten, machte vorerst nur er eine akademische Karriere. Ihm wurde an einer Universität sogar eine Professur nur unter der Bedingung angeboten, dass seine Frau nicht mehr mit ihm zusammenarbeite.
Während ihrer Zeit am Roswell Institute spezialisierten sich Gerty und Carl Cori auf den Kohlenhydrat-Metabolismus, insbesondere die Verstoffwechselung von Glucose im menschlichen Körper und die daran beteiligten Hormone. Gerty veröffentlichte elf wissenschaftliche Artikel als Einzelautorin. 1929 stellten die beiden die Theorie des Cori-Zyklus vor, für dessen Entdeckung sie später den Nobelpreis erhielten.
Von 1931 an leitete Carl die Pharmakologie-Abteilung der Washington University in St. Louis, und Gerty arbeitete als seine unbezahlte Forschungsassistentin. 1936 kam ihr Sohn Thomas zur Welt. Bald wechselte das Paar in die Biochemie-Abteilung.

Strukturformel von α-D-Glucose-1-phosphat, „Cori-Ester“

1936 gelang es den Coris, Glucose-1-phosphat (genannt „Cori-Ester“) und in der Folge die Glykogonphosphorylase zu identifizieren und zu isolieren. Sie folgerten, dass der Cori-Ester der erste Schritt bei der Umwandlung des Kohlenhydrats Glykogen in Glukose und auch der letzte Schritt bei der Umwandlung von Blutglukose in Glykogen sein kann, da er reversibel ist. 1940 formulierten die Coris in St. Louis einen Stoffwechselkreislauf, den „Cori-Zyklus“, wobei nichtoxidierte Milchsäure aus dem Muskel ins Blut diffundiert, zur Leber transportiert und dort in Glycogen umgewandelt wird. Im Jahr 1947 erhielten Gerty und Carl Cori gemeinsam mit Bernardo Alberto Houssay den Nobelpreis für Physiologie oder Medizin für ihre Arbeiten über den Zucker-Stoffwechsel. Gerty Cori war damit die erste Frau mit einem Nobelpreis für Medizin und zugleich die dritte Frau und erste US-Amerikanerin, die einen Nobelpreis in den Disziplinen Physik, Chemie oder Medizin/Physiologie erhielt. Im gleichen Jahr erhielt sie eine Professur für Biochemie. 1948 wurde sie sowohl in die National Academy of Sciences als auch in die American Philosophical Society aufgenommen und erhielt die Garvan-Olin-Medaille. 1953 wurde sie in die American Academy of Arts and Sciences gewählt. Nach Gerty Cori wurde dazu 1979 ein Mondkrater der südlichen Mondhemisphäre (Mondkrater Cori) und 1979 ein Venuskrater der nördlichen Venushemisphäre (Venuskrater Cori) benannt. Der Asteroid (6175) Cori wurde im Jahr 2000 nach dem Biochemiker-Ehepaar Gerty und Carl Ferdinand Cori (1896–1984) benannt.
1948 wurde bei ihr Myelofibrose, eine seltene Krankheit des Knochenmarks, festgestellt. Trotz ihrer schweren Krankheit arbeitete sie bis zu ihrem Tod mit 61 Jahren weiter, unter anderem an der Erforschung von Glykogenspeicherkrankheiten. Die Glykogenose Typ III wird nach ihr und ihrem Ehemann als Cori-Krankheit bezeichnet. Gerty Cori starb am 26. Oktober 1957.